# Sam Berns
Sampson ("Sam") Gordon Berns (23 de octubre de 1996 – 10 de enero de 2014) fue un joven estadounidense, que padeció progeria y que contribuyó mucho a que se conociera dicha enfermedad. La cadena de televisión HBO le dedicó un documental, Life According to Sam (La vida según Sam).

## Progeria Research Foundation
Sus padres, Scott Berns y Leslie Gordon, ambos pediatras, supieron de la enfermedad de su hijo cuando aún no contaba dos años.  Cosa de un año más tarde fundaron la Progeria Research Foundation para dar a conocer la enfermedad, para incentivar la investigación de sus causas y de una posible cura, y para reunir recursos para apoyar a los enfermos de progeria y a sus familias.

### Sam Berns Ted Talk
Sam fue conferenciante, entre otras, en las famosas conferencias "TED", y en muchos otros eventos y foros; lo hizo con temas de superación de adversidades, desafíos, autoestima, motivación y desarrollo humano. Tuvo mucho éxito y sus pláticas han sido muy difundidas en Internet, incluyendo YouTube, entre muchas otras plataformas.
TED es ampliamente conocida por su congreso anual (TED Conference) y sus charlas (TED Talks) que cubren un amplio espectro de temas que incluyen ciencias, arte y diseño, política, educación, cultura, negocios, asuntos globales, tecnología y desarrollo, y entretenimiento. Los conferenciantes han incluido a personas como el ex Presidente de los Estados Unidos Bill Clinton, los laureados con el Premio Nobel James D. Watson, Murray Gell-Mann, y Al Gore, el cofundador de Microsoft, Bill Gates, los fundadores de Google Sergey Brin y Larry Page.